# Frontiniella
Frontiniella – rodzaj muchówek z rodziny rączycowatych (Tachinidae).

## Wybrane gatunki
- F. apache O'Hara, 1993[1]
- F. ethniae (Brooks, 1945)[1]
- F. festinans (A. & W., 1924)[1]
- F. incarcerata O'Hara, 1993[1]
- F. jorgenseni O'Hara, 1993[1]
- F. mitis (Curran, 1930)[1]
- F. parancilla Townsend, 1918[1]
- F. regilla (Reinhard, 1959)[1]
- F. spectabilis (Aldrich, 1916)[1]
- F. surstylata O'Hara, 1993[1]
- F. surstylata O'Hara, 1993[1]